# Sergio Capogna
Sergio Capogna (* 13. Oktober 1926 in Rom; † 9. Juli 1977 ebenda) war ein italienischer Filmregisseur und Drehbuchautor.

## Leben
Capogna wurde während des Zweiten Weltkrieges von den Deutschen inhaftiert, konnte jedoch fliehen. Während seiner Anfänge kurz nach dem Kriegsende als Schauspieler im Ensemble von Giulio Girola studierte Capogna seit 1952 am Centro Sperimentale di Cinematografia, wo er 1954 im Fach Regie diplomierte. Danach fertigte er einige Kurzfilme, die auch beim Filmfestival Venedig gezeigt wurden, und drehte seinen ersten Langfilm 1959, ein nach einem Roman von Vasco Pratolini entstandener, etwas unterkühlter und intellektualisierter Film; eine Mischung, die auch seine drei späteren Filme bis zu seinem frühen Tod auszeichnete, zu denen er auch die Bücher schrieb und für den Schnitt verantwortlich zeichnete.

## Filmografie
- 1960: Lange Schatten (Un eroe del nostro tempo)
- 1964: Fluch der Erotik (Le conseguenze)
- 1969: Plagio
- 1973: Tagebuch eines Italieners (Diario di un italiano)